# フランス語学力資格試験
フランス語学力資格試験（フランスごがくりょくしかくしけん、フランス語: Diplôme d'études en langue française、略称: DELF）とは、フランス語を母国語としない人のためのフランス語学力試験である。フランス教育インターナショナルが運営しており、フランス国民教育省が認定した唯一の公式フランス語資格である。
当項目では、本試験の上位資格であるフランス語上級学力資格試験（フランスごじょうきゅうがくりょくしかくしけん、フランス語: Diplôme approfondi de langue française、略称: DALF）についても取り扱う。

## 概要
DELFとDALFは、フランス語の学力を測る資格試験である。欧州語学検定協会（ALTE）が定めた国際規格に準拠しており、資格はヨーロッパ言語共通参照枠（CECRL）が定めた6段階のレベルに対応している。
試験には、小学生を対象とした「DELF Prim」（A1.1、A1、A2）、中高生を対象とした「DELF Junior」（A1、A2、B1、B2）、大学生や社会人を対象とした「DELF DALF」（A1、A2、B1、B2、C1、C2）といった種類がある。どの種類も同等の価値があり、同じ証書が授与されるが、対象者層に適した内容になるよう、教材はさまざまなものが用意されている。有効期限はない。

## 受験級
DALF
- C2 熟練 - 学習1000時間以上
- C1 自主的運用 - 学習850時間以上

DELF
- B2 上級 - 学習550時間以上
- B1 中級 - 学習350時間以上
- A2 初級 - 学習160時間以上
- A1 入門 - 学習60時間以上

DELF Primのみ「A1.1」が受験可能である。

## 試験内容
聴解（リスニング）、読解（リーディング）、文書作成（ライティング）に加えて、口頭表現（スピーキング）も行われる。それぞれ25点満点で、合計は100点となる。各5点以上かつ合計50点以上で合格となる。